# Klas Ralf
Klas Einar Ralf, född 13 december 1920 i Hedvig Eleonora församling i Stockholm, död 3 maj 2018 i Nacka distrikt, var en svensk jurist och informationschef.

## Biografi
Efter studentexamen läste Klas Ralf juridik vid Stockholms högskola och blev juris kandidat 1945. Han var anställd vid bokförlaget Forum 1946–1947, Gehrmans musikförlag 1948, Forum 1949–1955, Natur & Kultur 1955–1962 och Annons-Svea 1962–1967. Han kom till Kungliga teatern 1967 där han var informationschef, sedan till Fruktrådet 1969, varefter han åter tjänstgjorde vid Kungliga teatern 1972–1987.
Han var styrelseledamot i Stockholms Studentsångare 1950–1970. Han var redaktör för Gröna visboken (1948), Gula visboken (1953), visboken Min Skattkammare (1958), Operans textböcker sedan 1968, Operan 200 år (1973), Kungliga teaterns repertoar 1773–1973 (1974), utgivare av Operakvällar (1955), Operaboken (1966), Hovkapellets konserter 1731–1992 (tillsammans med K O Strömbeck 1992).

### Familj
Klas Ralf var son till operasångaren, professor Einar Ralf och Anna-Beth, ogift Dahl, samt bror till grossisten Elisabeth Ralf och arkitekten Eva Ralf. Han var vidare dotterson till landsfiskalen Alfred Dahl och Anna Pontén. 
Han var från 1972 gift med Kristiina Parikka (1935–2020). Makarna Ralf är begravda på Nacka norra kyrkogård.